# 复序薹草
复序薹草（学名：Carex composita），为莎草科薹草属下的一个植物种。分布于不丹、印度北部以及中国大陆的云南、贵州等地，生长于海拔1,300米至2,500米的地区，一般生长在常绿阔叶林林缘和针阔叶混交林边草地，目前尚未由人工引种栽培。